# Sherdog
Sherdog是一家专门提供综合格斗（MMA）资讯的美国网站。网站是CraveOnline的成员之一，并为ESPN.com提供MMA方面的内容。
Sherdog由摄影师Jeff Sherwood于1997年创立，其名称源于创始人的昵称。网站的主要内容包括MMA新闻、选手个人资料、MMA赛事的前瞻与回顾、对选手与裁判的采访、用户论坛、选手分级别与P4P排名，以及其原创的广播节目等。